# Sepiadarium kochii
Sepiadarium kochii е вид главоного от семейство Sepiadariidae. Видът не е застрашен от изчезване.

## Разпространение и местообитание
Разпространен е в Австралия (Западна Австралия, Куинсланд и Северна територия), Бангладеш, Виетнам, Индия (Андамански острови, Андхра Прадеш, Западна Бенгалия, Никобарски острови, Ориса и Тамил Наду), Индонезия (Папуа и Суматра), Камбоджа, Китай (Гуандун, Гуанси, Джъдзян, Фудзиен, Хайнан и Шанхай), Малайзия (Западна Малайзия), Мианмар, Папуа Нова Гвинея, Провинции в КНР, Тайван, Тайланд, Хонконг, Шри Ланка и Япония (Кюшу, Рюкю, Хоншу и Шикоку).
Среща се на дълбочина от 36 до 108,5 m, при температура на водата от 25,1 до 26,5 °C и соленост 35 – 35,1 ‰.